# Dominique Colladant
Dominique Colladant est un maquilleur, plasticien et acteur français né en 1953. Il a souvent collaboré avec la créatrice,autrice Reiko Kruk Nishioka.

## Filmographie

### Département effets spéciaux de maquillage

#### Cinéma
- 1979 : Nosferatu, fantôme de la nuit de Werner Herzog
- 1981 : Les Uns et les Autres de Claude Lelouch
- 1982 : Le Rose et le Blanc de Robert Pansard-Besson
- 1983 : Édith et Marcel de Claude Lelouch
- 1984 : Gwendoline de Just Jaeckin
- 1984 : Frankenstein 90 d'Alain Jessua
- 1987 : L'amour est un chien de l'enfer (Crazy Love) de Dominique Deruddere
- 1988 : Ne réveillez pas un flic qui dort de José Pinheiro
- 1991 : L'Homme au masque d'or de Éric Duret
- 1992 : La Belle Histoire de Claude Lelouch
- 1993 : La Nuit sacrée de Nicolas Klotz
- 1993 : Un crime de Jacques Deray
- 1993 : Germinal de Claude Berri
- 1994 : Grosse Fatigue de Michel Blanc
- 1996 : Un héros très discret de Jacques Audiard
- 1998 : Si je t'aime, prends garde à toi de Jeanne Labrune
- 1998 : Alice et Martin d'André Téchiné
- 1999 : Astérix et Obélix contre César de Claude Zidi
- 1999 : Vénus Beauté (Institut) de Tonie Marshall
- 1999 : Rembrandt de Charles Matton
- 2000 : Trouble every day de Claire Denis
- 2000 : a ma soeur de Catherine Breillat
- 2000 : La chambre des officiers de Francois Dupeyron
- 2001 : dans ma peau de Marina De Van
- 2001 : 11.09.01 de Idrissa Ouedraogo
- 2003 : le boulet  de Alain Berbérian
- 2003 : Monsieur N de Antoine de Caunes
- 2004 : Alexandrie New York de Youssef Chahine
- 2004 : Les portes du soleil de Yousry  Nasrallah
- 2005 : Mon colonel de Laurent Herbier
- 2007 : Sa majesté Minor de Jean Jacques Annaud
- 2008 : Mesrine L'ennemi /L'instinct deJean Francois Richet
- 2008 : L'affaire Farewell de Christian Carillon
- 2009 : Ibrahim Labayd de Marwan Hamed
- 2010 : Le Mac de Pascal Bourdieux
- 2011 : Black Gold de Jean Jacques Annaud
- 2011 : La conquête de Xavier Durringer
- 2012 : Les garçons et Guillaume à table de Guillaume Gallienne
- 2013 : YSL de Jalyl Lesper
- 2015 : Cézane et moi  de Danielle Thompson
- 2016 : Marilyne de Guillaume Gallienne
- 2017 : L'empereur de Paris de Jean Francois Richet

#### Télévision
.
1980 : Aéroport
théâtre
- 1980 : Britanicus de Antoine Vitez
- 1981 : Peer Gynt de Patrice Chéreau

### Acteur
- 2002 : Sex Is Comedy de Catherine Breillat